# Urbana Villor

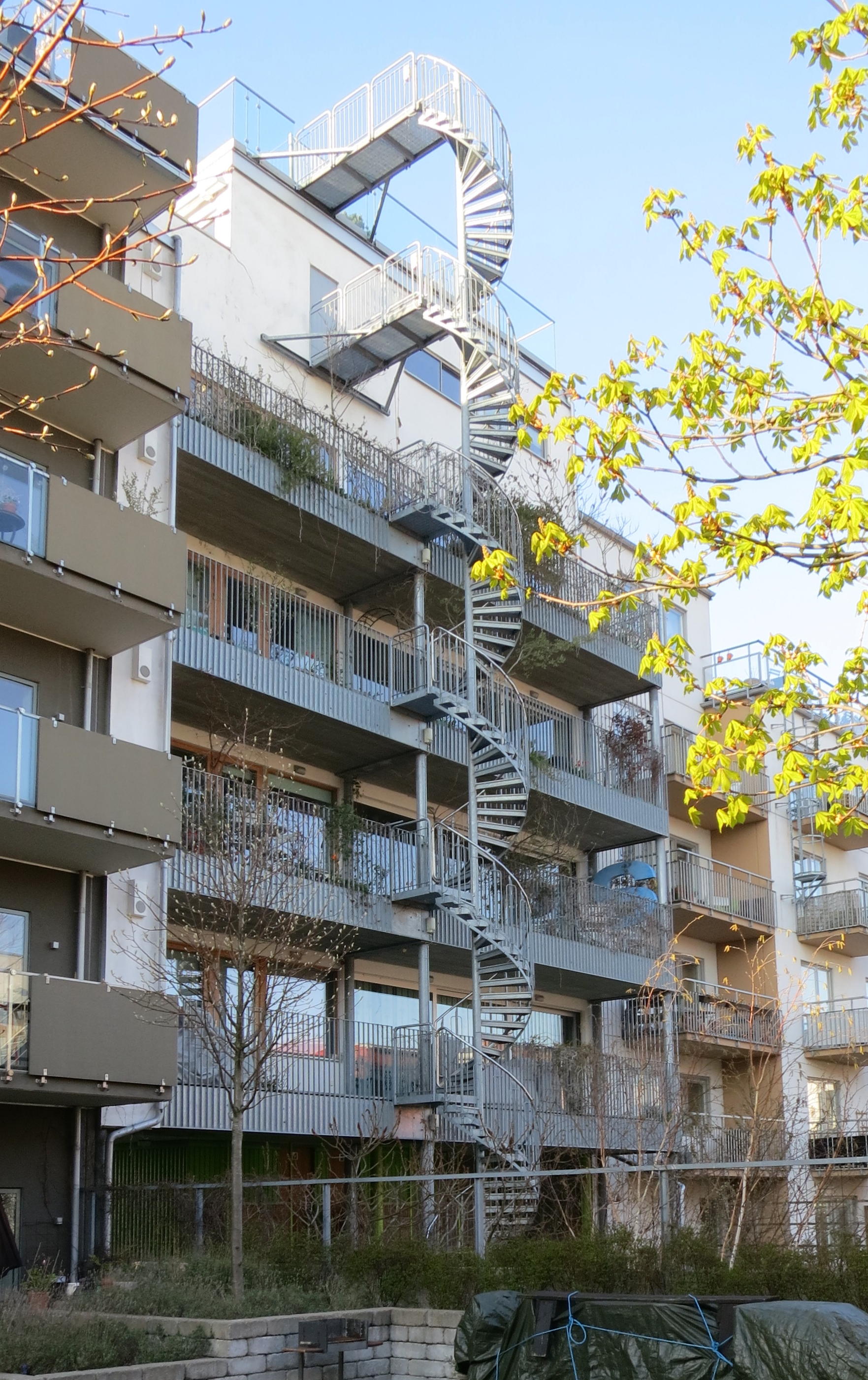
Urbana Villor i Malmö

Urbana Villor är namnet på en Kasper Salin-prisbelönad (2009) bostadsrättsförening i Västra Hamnen i Malmö av arkitekterna Cord Siegel, Pontus Åqvist och landskapsarkitekten Karin Larsson. De har även varit byggherre enligt byggemenskap-principen. 
Utformningen av flerfamiljshuset framarbetades av arkitekterna Cord Siegel och Ulrika Connheim i samråd med byggemenskapen, medan Cord Siegel och Pontus Åqvist på liknande sätt utformade det mindre radhuset. På en yta av 500 kvadratmeter har man byggt 7 stycken 140 kvadratmeters villor fördelat på två byggnader med trädgård. Material är betong, diabas och furu. I Kasper Salin-juryns motivering nämns charmig slarvighet, engagemang och ökad hållbarhet.